# Yoshiko Fujinaga
Yoshiko Fujinaga (jap. 藤永 佳子, Fujinaga Yoshiko; * 15. August 1981 in Saza, Kitamatsuura-gun, Präfektur Nagasaki) ist eine japanische Langstreckenläuferin.

## Leben
1999 gewann sie Bronze beim Juniorinnenrennen der Crosslauf-Weltmeisterschaften, schied aber bei den Leichtathletik-Weltmeisterschaften in Sevilla über 5000 m im Vorlauf aus. Im Jahr darauf wurde sie nationale Meisterin über dieselbe Distanz und immatrikulierte sich an der Universität Tsukuba. 2001 gewann sie bei der Universiade Bronze über 5000 und Silber über 10.000 m.
2009 wurde sie zunächst Dritte beim Kagawa-Marugame-Halbmarathon und gewann bei ihrem Debüt über die Volldistanz einen Monat später den Nagoya-Marathon. Beim Marathon der Leichtathletik-Weltmeisterschaften in Berlin kam sie auf den 14. Platz und gewann mit der Mannschaft Silber.
Yoshiko Fujinaga ist 1,70 m groß und wiegt 52 kg. Sie startet seit 2004 für das Firmenteam von Shiseido.

## Persönliche Bestzeiten
- 5000 m: 15:22,68 min, 8. Mai 1999, Osaka
- 10.000 m: 31:47,82 min, 22. April 2001, Kōbe
- Halbmarathon: 1:09:19 h, 16. Dezember 2001, Kōbe
- Marathon: 2:28:13 h, 8. März 2009, Nagoya